# 真鍋和幸
真鍋 和幸（まなべ かずゆき、1970年2月16日 - ）は、香川県さぬき市出身の自転車プロロードレーサー。1996年アトランタオリンピック日本代表。眼鏡をかけたその風貌がマンガ「江戸むらさき特急」から「江戸むらさき超特急」の愛称で親しまれている。

## 来歴
坂出第一高等学校卒業後、ノックスに入社。
1992年、ミヤタ・スバルレーシングチームに移籍。1996年にはアトランタオリンピックに日本代表として出場。
その後はプロレーサーとしてアジアを転戦。
2005年、「チームNIPPO」に移籍。2007年にはチーム再編により誕生した「チームNIPPOコーポレーション-コルナゴ」の選手兼任コーチとなった。
2010年はマトリックス・パワータグに移籍した。

## 主な成績
- 1997年 国民体育大会優勝
- 2000年 3DAY CYCLE ROAD熊野 個人総合優勝、団体優勝
- 2000年 チャレンジロード優勝
- 2003年 ツール・ド・チャイナ 第3ステージ勝利
- 2003年 ツール・ド・台湾 第1ステージ勝利